# Vicente Martín y Soler

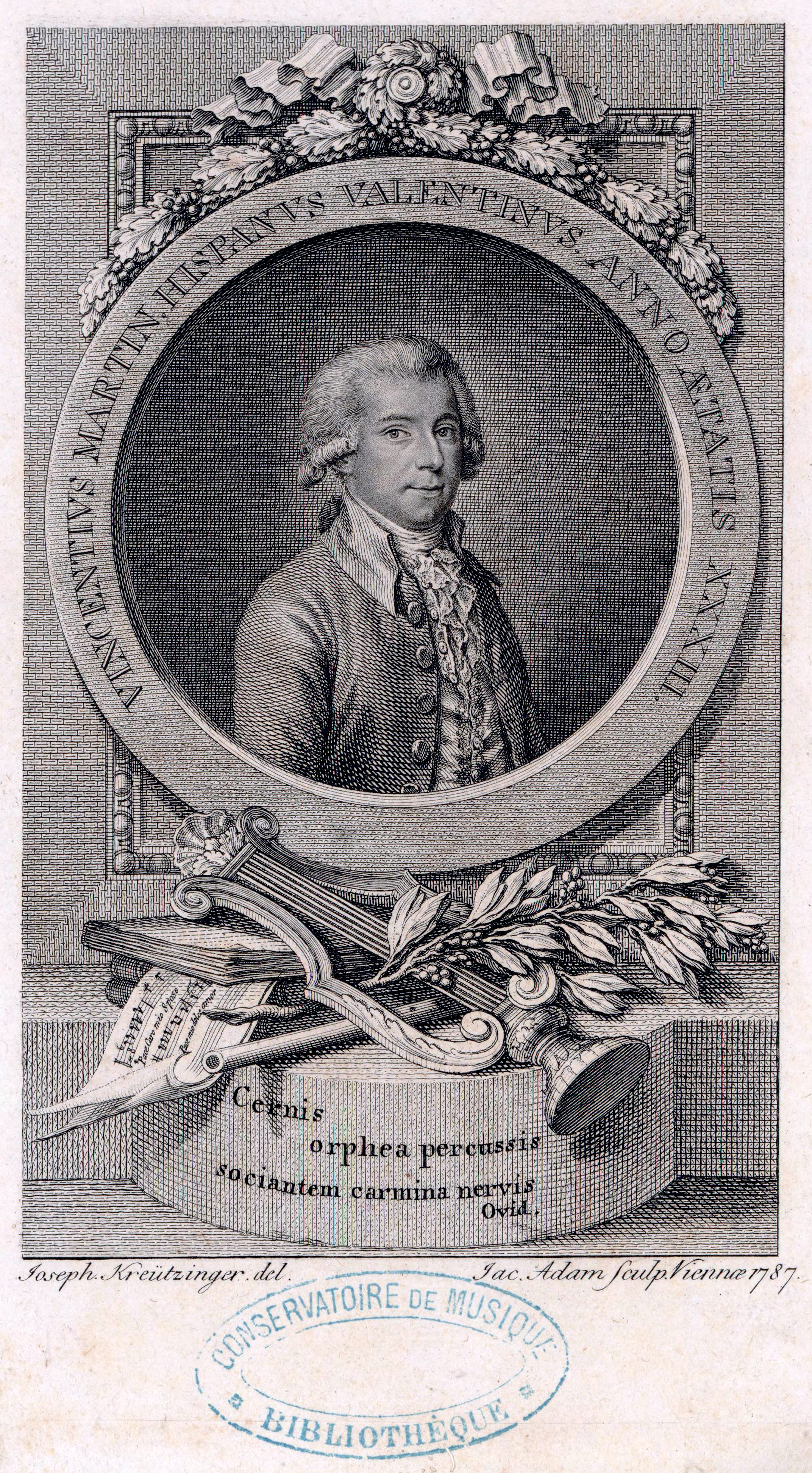
Jakob Adam nach Joseph Kreutzinger: Vicente Martín y Soler, 1786/1787.

Vicente Martín y Soler, valencianisch Vicent Martín i Soler, italienisch Vincenzo Martini, deutsch Vincenz Martini, russisch Висе́нте Марти́н-и-Соле́р (* 1750/1751 oder 2. Mai 1754 in Valencia; † 11. Februar 1806 in Sankt Petersburg) war ein spanischer Komponist, der unter anderem in Madrid, Neapel, Venedig, Wien und London wirkte, aber nur in Sankt Petersburg zu festen Einkünften gelangte. Obwohl er um 1790 seinen Zeitgenossen Mozart an Popularität übertraf, geriet er später für lange Zeit in Vergessenheit.
Martín schrieb hauptsächlich italienische Opern und Ballettmusik. Am erfolgreichsten waren seine Drammi giocosi Una cosa rara (1786), L’arbore di Diana (1787) und La capricciosa corretta (1795) nach Libretti von Lorenzo Da Ponte. Von Letzterem stammt, was Christophe Rousset die wohl schönste Würdigung von Martíns Werk nannte:

„Weich in der Kantilene, edel in der Phrasierung, wahr im Ausdruck, voller Erfindung, Feuer, Anmut, verzauberte er die musikalischsten Nationen mit der Schönheit und Neuheit seiner äußerst innigen Musik (…)“

Das lateinische Motto seines Porträts von Jakob Adam nach Joseph Kreutzinger rückt Martín in die Nähe des mythischen Sängers Orpheus. (Bei einer andern verbreiteten Darstellung handelt es sich in Wirklichkeit um Pompeo Batonis Bildnis des spanischen Ministers Floridablanca.)

## Valencia

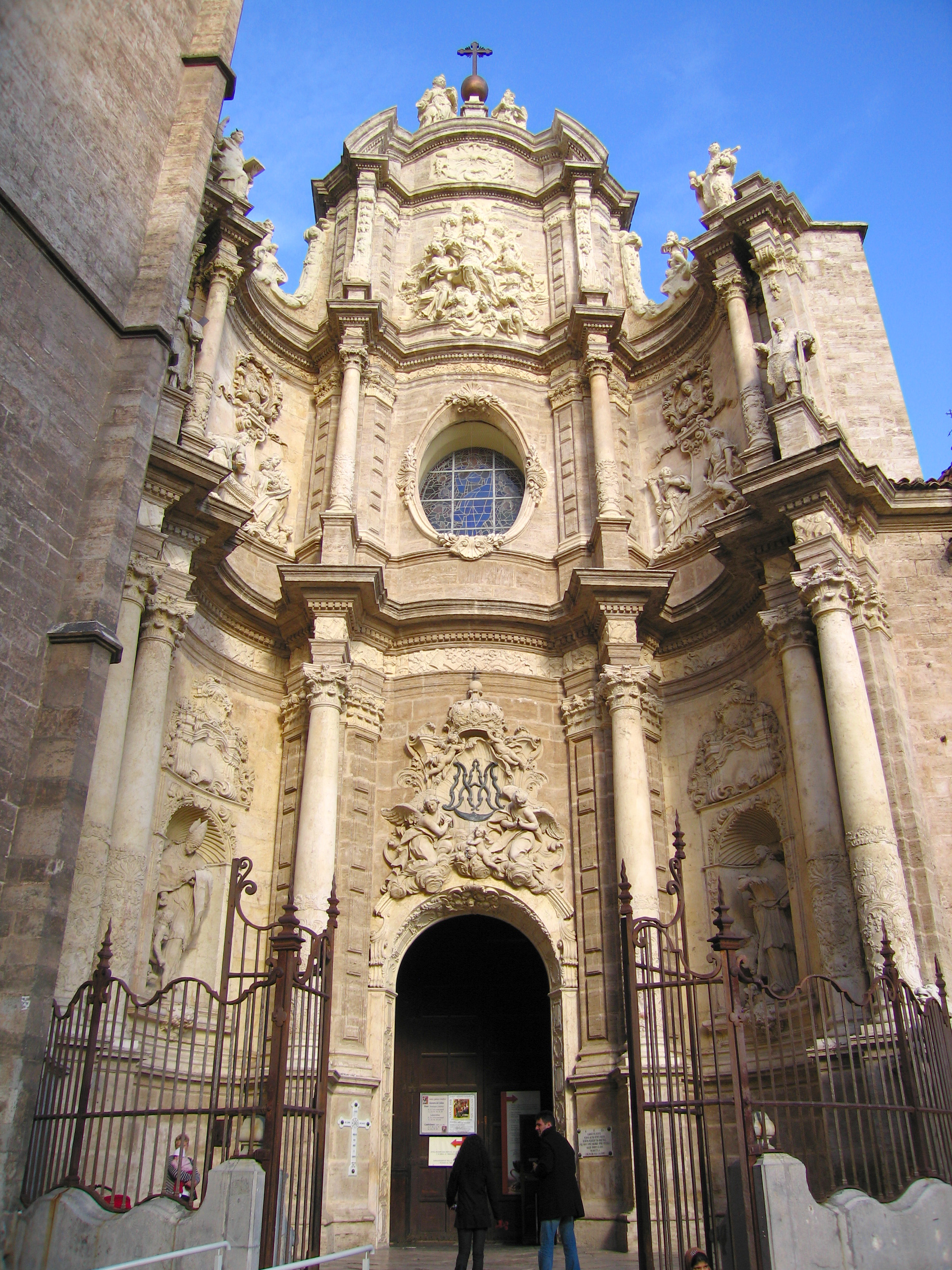
Hauptportal der Kathedrale von Valencia.

Die Eltern des Komponisten waren Francisco Xavier Martín, der als Sänger im Dienst der erzbischöflichen Kathedrale von Valencia stand, und María Magdalena Soler, beide aus Teruel. Von 1760 an sang Martín im Chor der besagten Kirche. Die Angabe, er sei einige Zeit Organist in Alicante gewesen, ist irrig.

## Madrid (1768–1776)
1768 übersiedelte Martín nach Madrid. Dort wurde er Mitglied des Orchesters der königlichen Sommersitze sowie Kapellmeister des Fürsten von Asturien und späteren Königs von Spanien Karl IV. 1774 heiratete er die sizilianische Ballerina Oliva Musini oder Masini. Dieser Ehe entstammte der Pianist Federico Martín, der 1812 in Moskau Napoleon vorspielte. In San Ildefonso bei Segovia führte Martín seine erste Oper Il tutore burlato (Der betrogene Vormund) auf. Es ist die Geschichte von Violante aus Frascati, in die sich deren Vormund Fabrizio und der Ritter Lelio verlieben. Die Schöne aber schenkt ihr Herz dem Hirten Pippo, der sie befreit, als der Adlige sie entführt. Das Werk wurde später unter dem Titel La Madrileña zu einer Zarzuela in spanischer Sprache umgearbeitet.

## Neapel (1777–1782)
Ein angebliches Studium Martíns bei Padre Martini in Bologna ist nicht nachgewiesen. 1777 ging der Komponist an den Hof des jüngeren Bruders Karls IV., König Ferdinand IV. von Neapel und Sizilien. 1778 amüsierte er die Menge mit einer Sinfonie, während welcher der König zwanzig Kanonen abfeuern ließ. Erhalten sind zwei traditionelle Opere serie, die Martín am größten Theater Europas, am Teatro di San Carlo, zur Aufführung brachte: Ifigenia in Aulide (1779) und Ipermestra (1780). Weiter komponierte er Ballettmusik für den Choreografen Charles Lepicq (1744–1806) – eine Zusammenarbeit, die er später in Sankt Petersburg fortsetzte.

## Venedig, Turin, Parma (1782–1785)
1782 verließ Martín Neapel und begann ein Wanderleben in Norditalien. Im erwähnten Jahr führte er in Venedig die Opera buffa In amor ci vuol destrezza (In der Liebe braucht es Gewandtheit) auf. Nachdem er für Turin bereits 1780 die Opera seria Andromaca komponiert hatte, ließ er dieser 1783 eine weitere – Vologeso – folgen. 1784 schrieb er in Venedig das Dramma giocoso Le burle per amore (Die Streiche aus Liebe) und für eines der berühmten Mädchenkonservatorien der Stadt sein einziges Oratorium Philistaei a Jonatha dispersi (Die von Jonathan zerstreuten Philister). Für Parma schuf er 1785 das Dramma giocoso La vedova spiritosa (Die geistreiche Witwe).

## Wien (1785–1788)

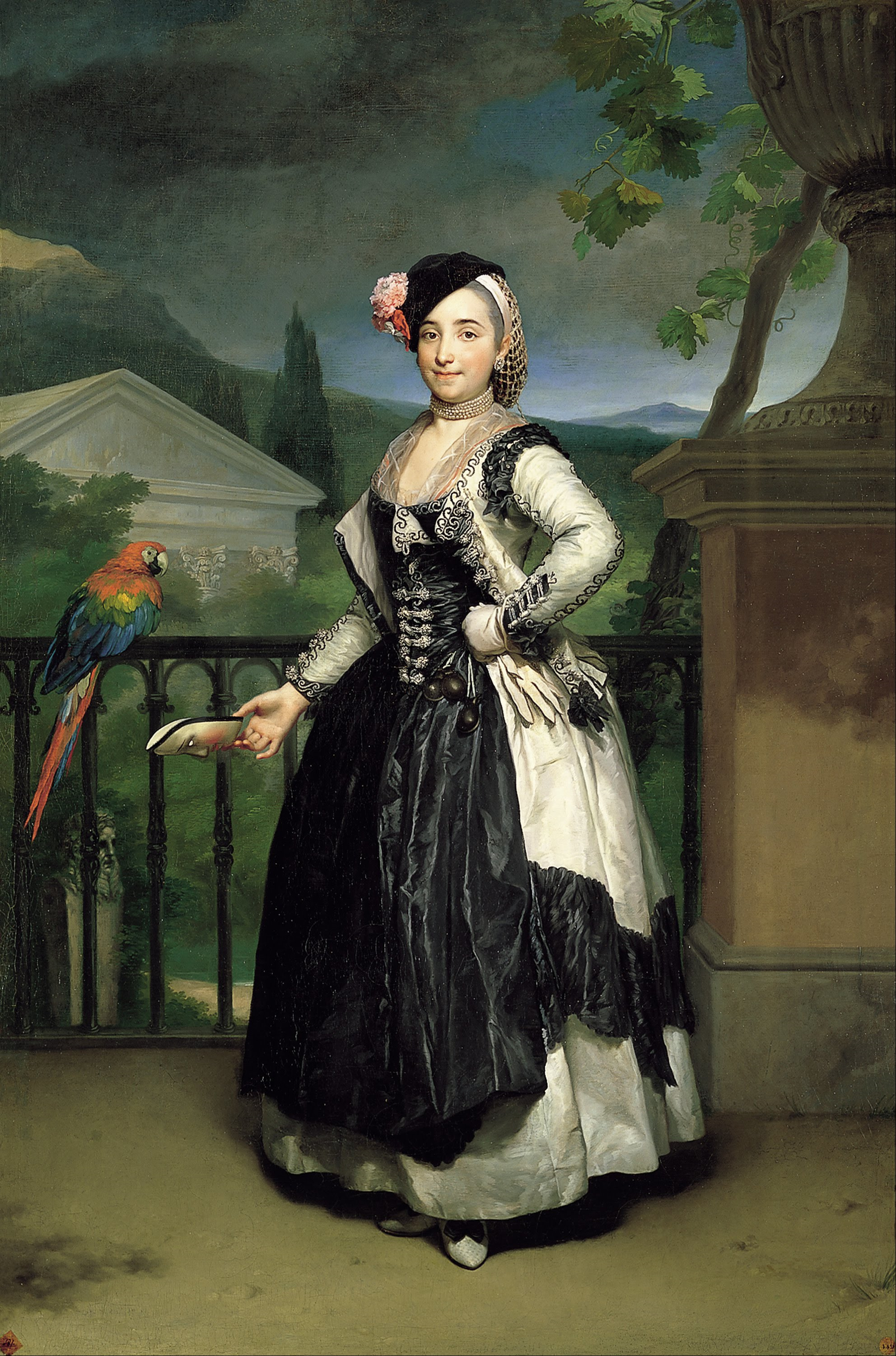
Anton Raphael Mengs:
Isabel de Llano, um 1770.

Seine größten Erfolge feierte Martín in Wien am Hof Kaiser Josephs II. Er verdankte sie dem Kunstsinn des Monarchen, unter dessen persönlicher Leitung das Burgtheater das wichtigste Zentrum der Opera buffa nördlich der Alpen wurde. Martíns drei Wiener Opern entstanden unter dem Eindruck der Reformen, mit denen Joseph II. Forderungen der Aufklärung erfüllte, und enthalten implizite Kritik an Kirche und Adel. Die Libretti schrieb der kaiserliche Theaterdichter Lorenzo Da Ponte (1749–1838), welcher auch mit mehreren anderen in Wien tätigen Komponisten zusammenarbeitete. Seinem Urteil gemäß war Martín unter diesen nach Mozart das größte Genie, wobei seine Art zu komponieren jener Mozarts diametral entgegengesetzt gewesen sei. Protegiert habe ihn die Gattin des spanischen Botschafters in Wien, Isabel de Llano (1751–1821).

### Il burbero di buon cuore(1786)
Die bürgerliche Oper Il burbero di buon cuore (Der Griesgram mit dem guten Herzen) hatte Goldonis Komödie Le Bourru bienfaisant zur Grundlage. Die italienisch-britische Sopranistin Nancy Storace (1765–1817) verkörperte Angelica, die auf ihr Glück mit Valerio verzichten und ins Kloster gehen soll, weil ihr Bruder Giocondo seiner ahnungslosen Frau Lucilla zuliebe Schulden macht – von denen ihn aber schließlich der vermeintlich menschenfeindliche Onkel Ferramondo befreit. Da Ponte schreibt von der Schwester des Komponisten Stephen Storace: „Sie war in ihrer Blüte und das ganze Entzücken Wiens.“ Das Werk machte Martín zum Lieblingskomponisten Josephs II. Am Burgtheater erlebte es dreizehn und 1789 sieben weitere Aufführungen, wobei Mozart die Arien der Lucilla der neuen Besetzung anpasste. Es folgten Inszenierungen in Prag, Venedig, Triest, Dresden, Rom, Bologna, Paris, Madrid, London, Barcelona und Sankt Petersburg.

### Una cosa rara(1786)

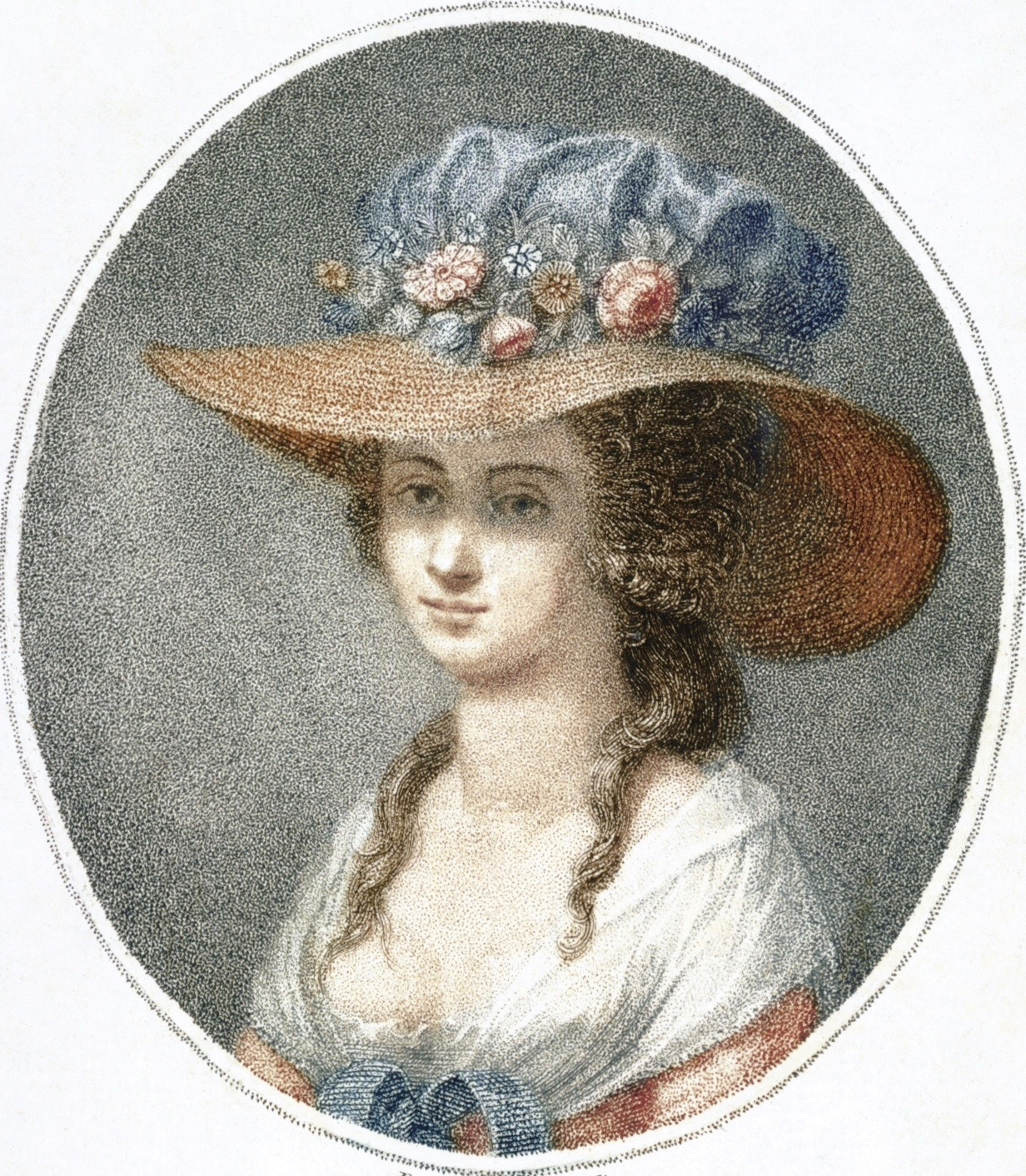
Pietro Bettelini:
Nancy Storace, 1788.

Als der Kaiser ein weiteres Werk Da Pontes und Martíns bestellte, wählte der Dichter nach eigenen Angaben dem Komponisten und dessen Protektorin zu Gefallen einen Stoff aus deren Heimat, die Komödie La luna de la Sierra (Der Mond des Gebirges) von Luis Vélez de Guevara. Er konfrontierte – wie in den Libretti zu Le nozze di Figaro (1786) und Don Giovanni (1787) von Mozart – die Ehrbarkeit des Volkes mit der moralischen Korruption der Adligen, die sich das Ius primae noctis anmaßten. Die Rolle der schönen Lilla aus der Sierra, die der Werbung des Königssohns Giovanni widersteht, war für Nancy Storace geschrieben. Laut Da Ponte brauchten er und Martín nur je dreißig Tage, um Una cosa rara o sia Bellezza ed onestà (Eine seltene Sache oder Schönheit und Ehrbarkeit) fertigzustellen. Vielleicht nie zuvor habe die Kaiserstadt „eine so reizende, so ansprechende, so neue und so volkstümliche Musik“ gehört. Das Publikum habe vor Vergnügen geschrien, der Kaiser entgegen der Hausordnung die Wiederholung eines Duetts („Pace, mio caro sposo“) verlangt. Die Frauen hätten sich alla Cosa rara gekleidet und Martín, aber auch ihn selber vergöttert. Da Ponte fährt fort: „Wir hätten mehr Liebesabenteuer haben können als alle fahrenden Ritter der Tafelrunde (…) Das Spanierlein (…) profitierte davon in jeder Weise.“ Binnen fünf Jahren wurde die Oper in Wien 55-mal in italienischer und 87-mal in deutscher Sprache aufgeführt. Bis 1810 gab es Inszenierungen in 19 heutigen Staaten – allein in Italien in 29 Städten – sowie Übersetzungen in neun Sprachen. Mozart, dessen Nozze di Figaro von Martíns Oper aus dem Spielplan des Burgtheaters verdrängt wurden, zitiert das Sextett „O quanto un sì bel giubilo“ im Finale seines Don Giovanni.

### L’arbore di Diana(1787)

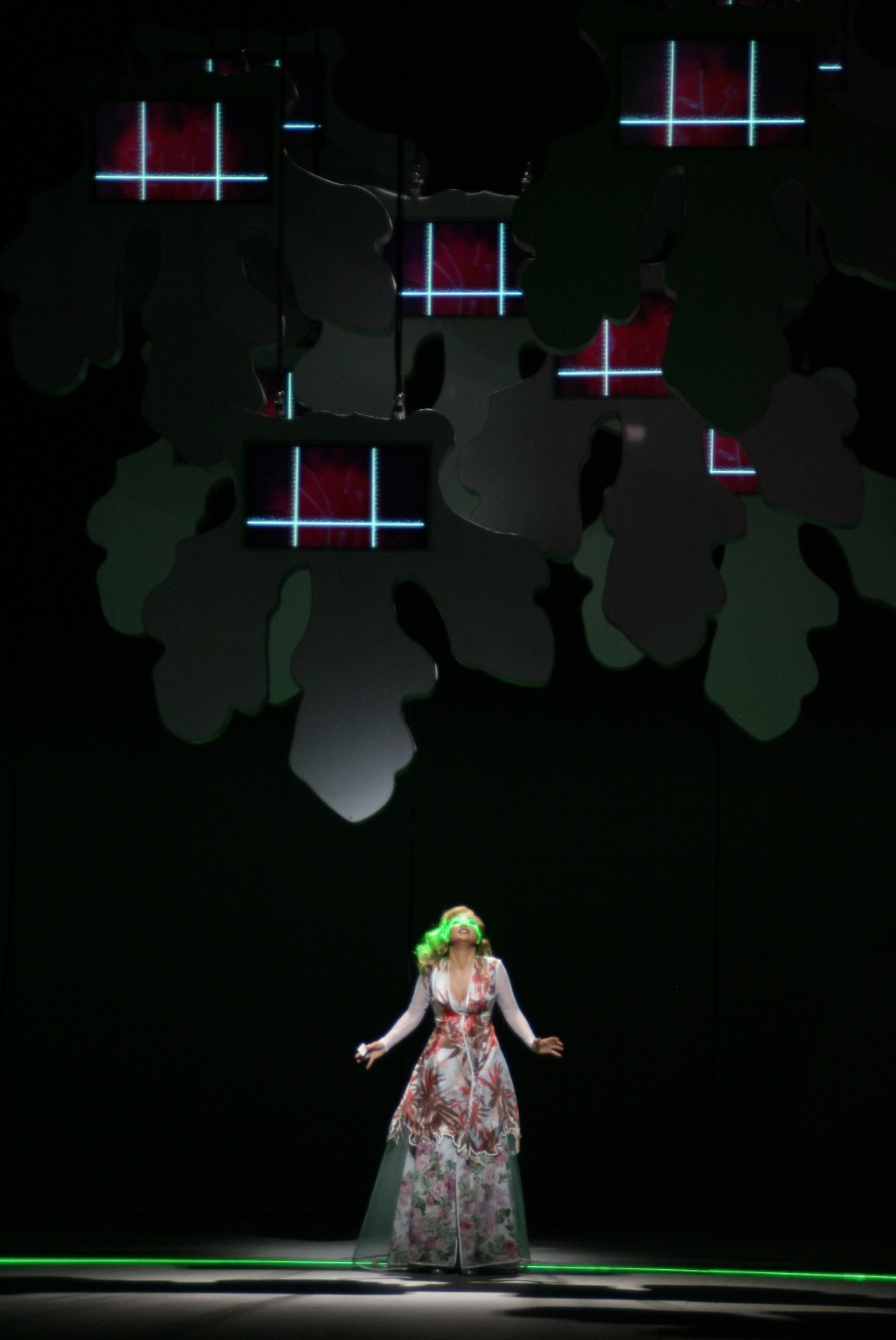
L’arbore di Diana. Gran Teatre del Liceu, Barcelona, 2009 (Foto Ariane Unfried).

Da Ponte wurde von Joseph II. gebeten, eine weitere Oper für „diesen braven Spanier“ zu machen. So schrieb er – gleichzeitig mit Don Giovanni für Mozart und Axur für Salieri – L’arbore di Diana (Der Baum der Diana), mit seinen Worten „ein gefälliger Stoff, geeignet für seine weichen Melodien, die alle innig mitfühlen, aber nur ganz wenige nachahmen können“ Die Nymphen, über deren Keuschheit der titelgebende Apfelbaum wacht, sollten an die Nonnen erinnern, denen – mit den Worten des früheren Abate – ein „heiliges Dekret“ des Kaisers die Freiheit wiedergegeben hatte, indem es „die barbarische Institution der Klöster“ aufhob. Was Erfindung und Poesie anbelangt, hielt Da Ponte das „Drama“ für sein bestes: „Wollüstig, ohne lasziv zu sein, interessiert es das Publikum (…) von Anfang bis Ende.“ Mit 65 Aufführungen in fünf Jahren war L’arbore di Diana Martíns größter Erfolg am Burgtheater. Es folgten über 40 Inszenierungen von Madrid bis Moskau, von Mailand bis London und Übersetzungen ins Deutsche, Französische, Polnische und Russische. L’arbore di Diana ist als Modell für Così fan tutte von Da Ponte und Mozart bezeichnet worden. In der Zauberflöte von Schikaneder und Mozart erinnert die Königin der Nacht mit ihren Damen an Diana mit ihren Nymphen, der Naturmensch Papageno an den Schäfer Doristo, seine Bestrafung mit Stummheit an die unkeusche Nymphe Britomarte und der Angriff der Obskuranten auf den Tempel der Weisheit an jenen Amores auf das Reich der Diana.
Zum Zeitpunkt der Uraufführung am 1. Oktober 1787 stand Martín bereits in russischen Diensten („anitzt in wirkl. Diensten Ihro kais. Maj. aller Reussen“).

## Sankt Petersburg (1788–1794)

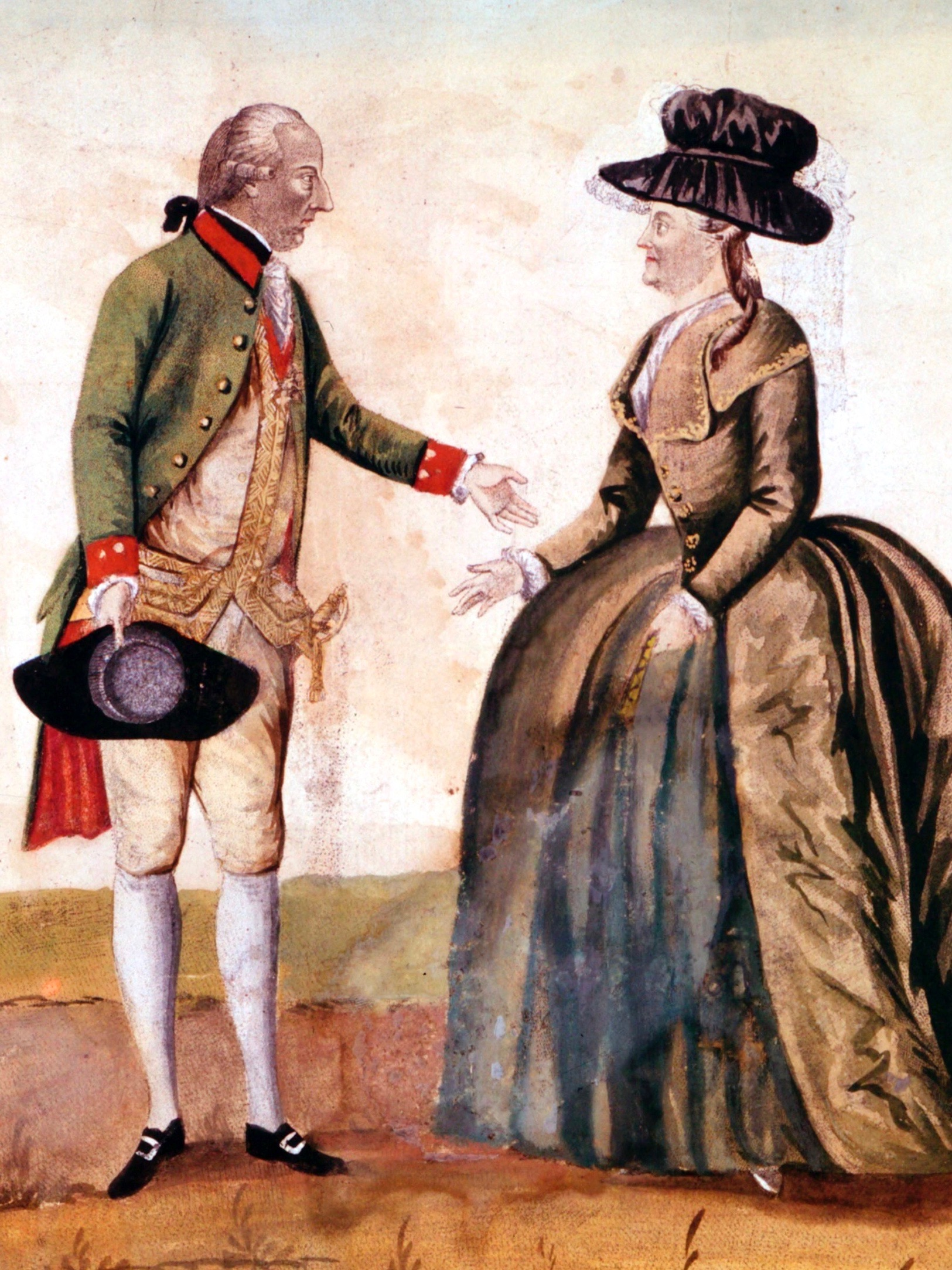
Hieronymus Löschenkohl: Joseph II. und Katharina II. bei Kodak am Dnjepr, 1787.

Als Joseph II. nach Ausbruch des Russisch-Österreichischen Türkenkriegs die Ausgaben für die Oper beschränkte, nahm Martín die Einladung Katharinas II. an, nach Sankt Petersburg zu kommen. Offenbar ohne von seiner ersten Frau geschieden zu sein, heiratete er dort Lepicqs Tochter Carolina, mit der er die Kinder María (1800–1875) und Elizabetha Carolina (1806–1856) zeugte. Da in Russlands Hauptstadt Cimarosa für die italienische Oper zuständig war, komponierte Martín Opéras-comiques in der Landessprache. Die Libretti wurden zum Teil von der Kaiserin mit Hilfe ihres Sekretärs Alexander Khrapovitsky verfasst. Горебогатырь Косометович (vgl. Video auf YouTube) ist eine Satire auf Katharinas Kriegsgegner Gustav III. von Schweden aus dem Jahr 1789, Федул с детьми von 1791 eine solche auf morganatische Ehen zwischen russischen Adligen und Leibeigenen. Im Ballett Didon abandonnée (vgl. Video auf YouTube), das Martín 1792 für Lepicq schrieb, erschienen lebende Pferde und Elefanten aus Pappe auf der Bühne.

## London (1794/95)

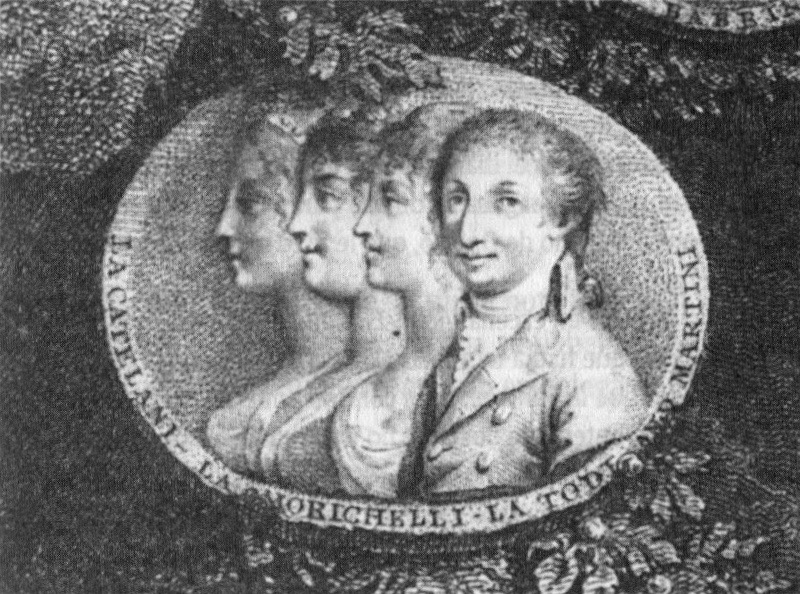
Martín mit den Sängerinnen Angelica Catalani, Anna Morichelli und Luísa Todi. Italien/England, Ende des 18. Jahrhunderts.

Martíns Aufenthalt an der Newa erfuhr eine Unterbrechung, als Da Ponte und er 1794 vom Impresario William Taylor an das King’s Theatre in London verpflichtet wurden. 1795 brachten sie dort zwei Drammi giocosi zur Aufführung, mit denen sie an ihre früheren Erfolge anzuknüpfen versuchten: mit La capricciosa corretta an Il burbero di buon cuore und mit L’isola del piacere an L’arbore di Diana. Angesichts des Kriegszustands zwischen Großbritannien und dem revolutionären Frankreich hatten sie dabei auf die politischen Untertöne zu verzichten, die einen Teil des Reizes ihrer Wiener Werke ausgemacht hatten. Die Hauptrollen schrieb Martín wie zuvor schon jene in L’arbore di Diana für seine Lieblingssängerin Anna Morichelli (ca. 1755–1800).

### La capricciosa corretta(1795)

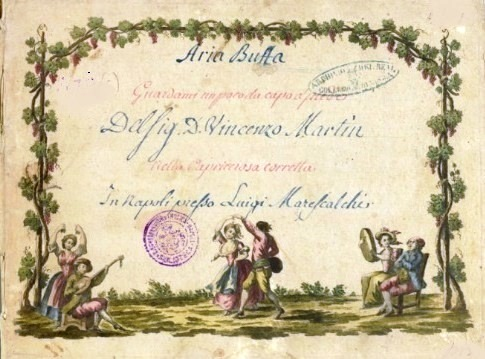
Arie aus La capricciosa corretta, in der Ciprigna ihre Schönheit besingt, Neapel 1798.

La capricciosa corretta (Die gebesserte Eigensinnige) spielt in Neapel und ist von den Stücken Goldonis inspiriert. Wie im Burbero di buon cuore geht es um eine Schönheit, die dem verliebten Gatten auf der Nase herumtanzt. So wenig Lucilla im erwähnten Erstlingswerk von Da Ponte und Martín auf die finanziellen Verhältnisse des jungen Giocondo Rücksicht nimmt, so wenig Ciprigna auf die Gefühle des alten Kaufmanns Bonario: Sie versucht, Lelio, den Verehrer ihrer Stieftochter Isabella, zu verführen, und beauftragt ihren Cavaliere servente Giglio, das Mädchen in ein Kloster zu stecken. Noch am selben Tag ändert sie aber ihre Pläne und beschließt, mit General Irco Berlico durchzubrennen, um Königin von „Almerina“ zu werden. Erst als sich der angebliche Orientale als Bonarios treuer Majordomus Fiuta entpuppt, unterwirft sie sich dem bürgerlichen Ideal der „züchtigen Hausfrau“.
Über die Entstehung der Oper schreibt Da Ponte: „In weniger als drei Wochen übergab ich La capricciosa corretta an Martini, der bei mir wohnte und mich nicht nur mit seiner immer fröhlichen Miene (…) zum Schreiben inspirierte, sondern auch meine Verse jeweils gleich nach der Niederschrift in Musik setzte (…)“ Die Presse überbot sich in Lobeserhebungen. Dies, obwohl der Theaterdichter Carlo Francesco Badini seinen Nachfolger Da Ponte wegen dessen jüdischer Herkunft und Martín als Spanier schlechtzumachen versuchte (was ihm Ersterer mit gleicher Münze heimzahlte). Auf dreizehn Vorstellungen folgten in London 1798–1802 dreißig weitere. Bis zur Jahrhundertwende gab es Inszenierungen in über zwanzig europäischen Städten. Auch erschienen Übersetzungen in mehrere Sprachen.

### L’isola del piacere(1795)
Im letzten Gemeinschaftswerk Da Pontes und Martíns wird Corrado mit seinen Begleitern auf die Insel der Liebe (L’isola del piacere) verschlagen, wo seine von einem Korsaren entführte Frau Amelina zur Sklavin König Abadirs geworden ist, aber dessen Liebeswerben widersteht. Corrado, der die Gattin unter ihrem Schleier nicht erkennt, verlobt sich mit der Türkin Zelma. Amelina rächt sich für seine Untreue, indem sie zum Schein Abadir die Hand zur Ehe reicht. Bei der fingierten Hochzeitsfeier erscheint Zelma als Venus verkleidet und führt Corrado und Amelina wieder zusammen. Sie selber wird an Abadirs Seite Königin. Während der Entstehung der Oper zerstritten sich Komponist und Librettist. Laut Da Ponte schwängerte Martín eine Magd, bezeichnete seiner Geliebten Morichelli gegenüber aber ihn (der in einer glücklichen Beziehung lebte) als Vater des Kindes. So habe er ihre lange, schöne Freundschaft zerstört, wodurch der zweite Akt der Insel der Liebe auf der Insel des Eises entstanden sei: Der „honigtriefende Martini“ habe äußerst triviale Musik geschrieben.

## Sankt Petersburg (1795–1806)
1795 kehrte Martín nach Sankt Petersburg zurück, wo er am Smolny-Institut für adlige Mädchen zu unterrichten begann. Mit Camille ou Le souterrain machte er 1796 einen Ausflug auf das Gebiet der französischsprachigen Opéra-comique. Im selben Jahr starb Katharina II. Unter ihren Nachfolgern Paul I. (1801 ermordet) und Alexander I. behielt der Komponist seine Verdienstquellen, doch verringerte sich sein Einfluss auf das Musikleben.

### La festa del villaggio(1798)

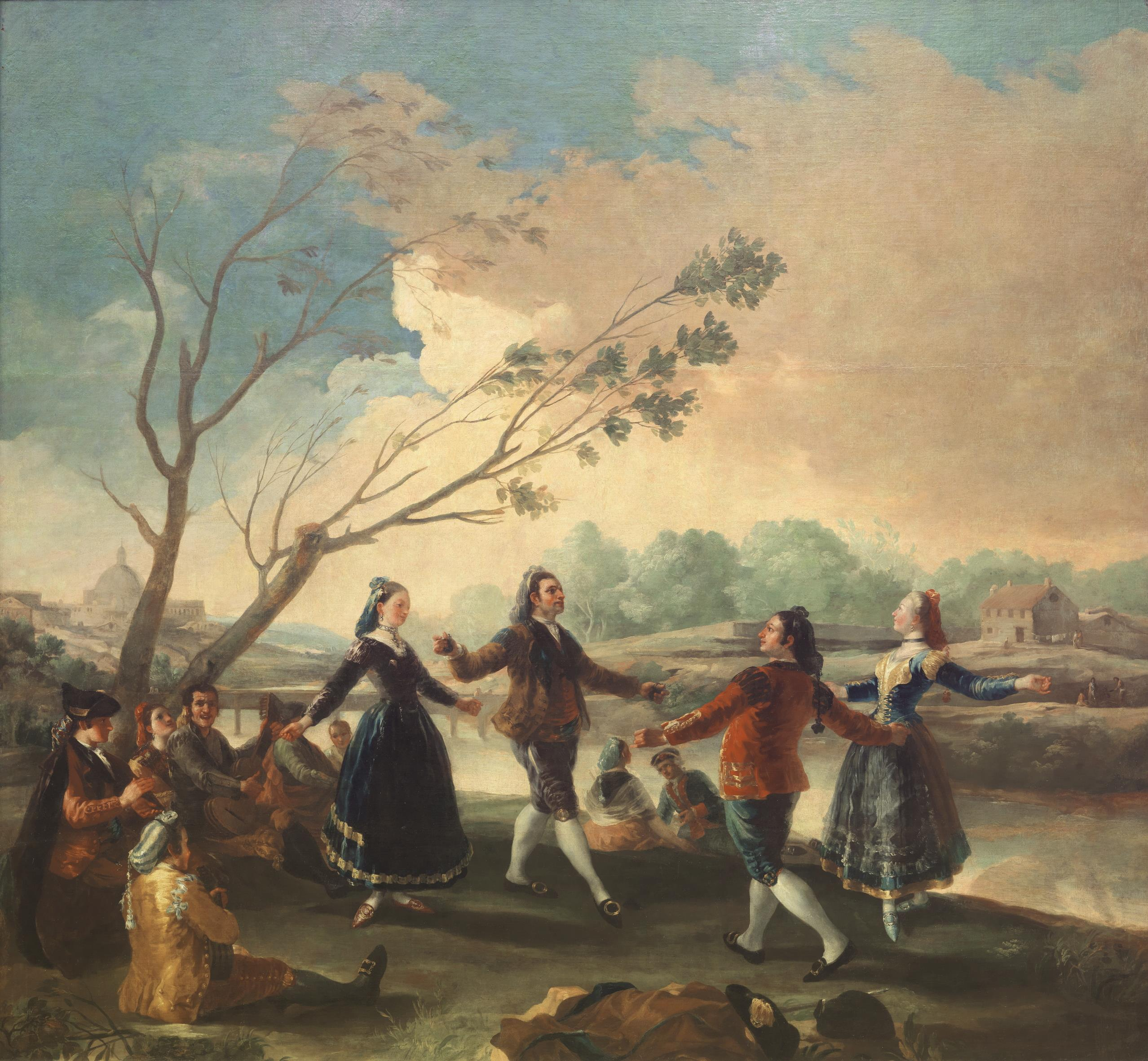
Goya: Der Tanz am Ufer des Manzanares, 1777.

In der kurzen Friedenszeit zwischen dem Ersten und dem Zweiten Koalitionskrieg gegen Frankreich schuf er 1798 seine letzte Oper La festa del villaggio – laut dem Martín-Forscher Leonardo J. Waisman sein Meisterwerk. Anders als Da Ponte verklärte der Librettist Ferdinando Moretti die (in Russland besonders rückständige) Adelsherrschaft. Sonst erinnert nicht nur der Schauplatz Spanien an Una cosa rara: Der Sergeant Lope liebt die Dorfbewohnerin Laura, welche aber von ihrem Bruder Giannotto dem einfältigen Alcalden Basilio versprochen wird. Am bevorstehenden Dorffest will der Marqués als Besitzer des Dorfes einige Mädchen verheiraten. Lope versteckt sich bei Lauras Freundin Clara, der Schwester Basilios und Verlobten Giannottos, was zu Verwicklungen führt. Doch am Ende bestimmen Lauras Bitten den Marqués, sie Lope zur Frau zu geben.
Nach der Uraufführung wurde der Komponist von Paul I. zum Staatsrat, später zum Inspizienten der (1804 aufgelösten) italienischen Oper ernannt. Er starb 1806 und ist im lutherischen Teil des Smolensker Friedhofs in Sankt Petersburg begraben.

## Wiederentdeckung
Martín, der als Valencianer einer sprachlichen Minderheit innerhalb Spaniens angehörte, teilte mit andern Kosmopoliten der Aufklärungszeit das Schicksal, in kein Pantheon eines der entstehenden europäischen Nationalstaaten zu passen. Die im Gange befindliche Wiederentdeckung verdankt er seiner Heimatstadt Valencia und Musikwissenschaftlern der Neuen Welt (der Kanadierin Dorothea Link und dem Argentinier Leonardo J. Waisman).

## Varia
Im von Santiago Calatrava entworfenen Palau de les Arts Reina Sofía in Valencia gibt es ein Teatre Martín i Soler, das 2006 mit L’isola dal piacere eröffnet wurde. 2009 wurde ein Fährschiff der Gesellschaft Baleària auf den Namen Martin i Soler getauft. Seit 2011 besitzt Valencia ein privates Orquesta Filarmónica Martín i Soler. Den Namen des Komponisten trägt auch das Instituto de Educación Secundaria Músic Martín i Soler im benachbarten Mislata.

## Werke
Auswahl aus dem Verzeichnis von Leonardo J. Waisman:

## Literatur

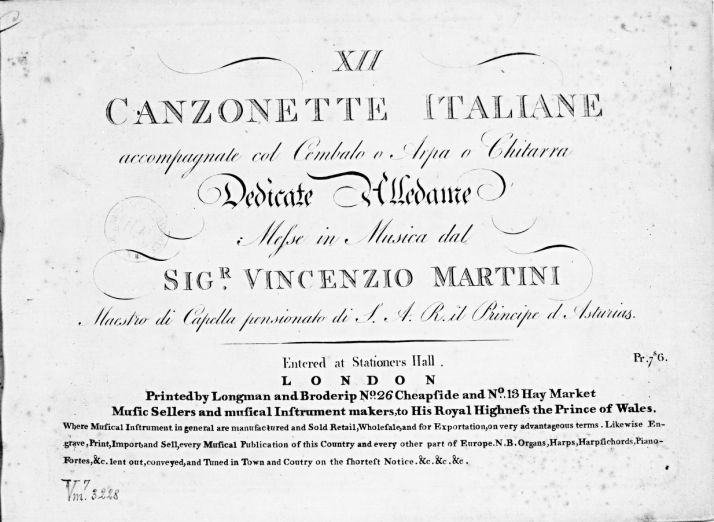
XII canzonette italiane, London 1788 (Erstausgabe Wien 1787).

### Opern
| Jahr | Titel                                                                                        | Gattung                  | Libretto                                                          | Uraufführung                                           |
| ---- | -------------------------------------------------------------------------------------------- | ------------------------ | ----------------------------------------------------------------- | ------------------------------------------------------ |
| 1775 | Il tutore burlato (1778 als Zarzuela: La Madrileña)                                          | Dramma giocoso           | Pasquale Mililotti                                                | Palacio Real La Granja de San Ildefonso, Segovia       |
| 1779 | Ifigenia in Aulide                                                                           | Dramma musicale          | Luigi Serio                                                       | Teatro San Carlo, Neapel                               |
| 1780 | Ipermestra                                                                                   | Dramma musicale          | Pietro Metastasio                                                 | Teatro San Carlo, Neapel                               |
| 1780 | Andromaca                                                                                    | Dramma musicale          | Apostolo Zeno                                                     | Teatro Regio, Turin                                    |
| 1782 | L’amor geloso                                                                                | Azione teatrale comica   |                                                                   | Real Teatro del Fondo di Separazione dei Lucri, Neapel |
| 1782 | In amor ci vuol destrezza (L’accorta cameriera)                                              | Opera buffa              | Carlo Giuseppe Lanfranchi Rossi                                   | Teatro Grimani di San Samuele, Venedig                 |
| 1783 | Vologeso                                                                                     | Dramma musicale          | Apostolo Zeno                                                     | Teatro Regio, Turin                                    |
| 1784 | Le burle per amore                                                                           | Dramma giocoso           | Marcello Bernardini                                               | Teatro Grimani di San Samuele, Venedig                 |
| 1785 | La vedova spiritosa                                                                          | Dramma giocoso           |                                                                   | Teatro Ducale, Parma                                   |
| 1786 | Il burbero di buon cuore                                                                     | Dramma giocoso           | Lorenzo Da Ponte nach Carlo Goldonis Le Bourru bienfaisant        | Theater nächst der Burg, Wien                          |
| 1786 | Una cosa rara o sia Bellezza ed onestà                                                       | Dramma giocoso           | Lorenzo Da Ponte nach Luis Vélez de Guevaras La luna della Sierra | Theater nächst der Burg, Wien                          |
| 1787 | L’arbore di Diana                                                                            | Dramma giocoso           | Lorenzo Da Ponte                                                  | Theater nächst der Burg, Wien                          |
| 1789 | Горебогатырь Косометович (Der traurige Held Kossometowitsch)                                 | Opéra-comique            | Katharina II. und Alexander Vasilyevich Khrapovitsky              | Theater der Eremitage, Sankt Petersburg                |
| 1790 | Песнолюбие (Melomania)                                                                       | Opéra-comique            | Alexander Vasilyevich Khrapovitsky                                | Theater der Eremitage, Sankt Petersburg                |
| 1791 | Федул с детьми (Fedul und seine Kinder)                                                      | Opéra-comique            | Katharina II. und Alexander Vasilyevich Khrapovitsky              | Theater der Eremitage, Sankt Petersburg                |
| 1795 | La capricciosa corretta (La scuola dei maritati, Gli sposi in contrasto, La moglie corretta) | Dramma giocoso           | Lorenzo Da Ponte                                                  | King’s Theatre, London                                 |
| 1795 | L’isola del piacere (L’isola piacevole)                                                      | Dramma giocoso           | Lorenzo Da Ponte nach Giovanni Bertatis L’isola della fortuna     | King’s Theatre, London                                 |
| 1796 | Camille ou Le souterrain                                                                     | Comédie mêlée de musique | Benoît-Joseph Marsollier des Vivetières                           | Palais von Prinzessin Dolgoruki, Sankt Petersburg      |
| 1798 | La festa del villaggio (russisch: Деревенский праздник)                                      | Dramma giocoso           | Ferdinando Moretti (?)                                            | Theater der Eremitage, Sankt Petersburg                |

### Andere Gattungen der Vokalmusik
| Jahr      | Titel                         | Gattung                 | Text                          | Uraufführung                                    |
| --------- | ----------------------------- | ----------------------- | ----------------------------- | ----------------------------------------------- |
| 1779      | Il re Gerone                  | Cantata                 | Giovanni Battista Basso Bassi | Teatro San Carlo, Neapel                        |
| 1782      | Partenope                     | Componimento drammatico | Pietro Metastasio             | Accademia di Musica di Dame e Cavalieri, Neapel |
| 1783      | La Dora festeggiante          | Prologo                 | Cesare Olivieri               | Teatro Regio, Turin                             |
| 1784      | Philistaei a Jonatha dispersi | Actio sacra             |                               | Ospedaletto dei poveri derelitti, Venedig       |
| 1787      | Il sogno                      | Cantata                 | Lorenzo Da Ponte              | Theater nächst der Burg, Wien                   |
| 1787      | Dodici canoni a tre voci      |                         |                               | Verlag Artaria, Wien                            |
| 1787      | XII canzonette italiane       |                         |                               | Verlag Artaria, Wien                            |
| 1788–1794 | Strofe                        | Cantata                 | Ferdinando Moretti            | Sankt Petersburg                                |
| 1790      | La deità benefica             | Cantata                 | Ferdinando Moretti            | Sankt Petersburg                                |
| 1795      | Sei canzonette italiane       |                         | Lorenzo Da Ponte              | Corri & Dussek, Edinburgh                       |

### Ballettmusik
| Jahr | Titel                                                                | Gattung                   | Choreograf                         | Uraufführung                            |
| ---- | -------------------------------------------------------------------- | ------------------------- | ---------------------------------- | --------------------------------------- |
| 1777 | Achille in Sciro                                                     |                           |                                    | Teatro San Carlo, Neapel                |
| 1778 | Li novelli sposi persiani                                            |                           | Charles Lepicq                     | Teatro San Carlo, Neapel                |
| 1778 | Agamemnone                                                           |                           | Charles Lepicq                     | Teatro San Carlo, Neapel                |
| 1778 | L’eroismo di Caterina prima, imperatrice delle Russie                |                           | Domenico Rossi                     | Teatro San Carlo, Neapel                |
| 1778 | Il barbiere di Siviglia (nach Pierre Augustin Caron de Beaumarchais) |                           | Charles Lepicq                     | Teatro San Carlo, Neapel                |
| 1779 | Griselda                                                             |                           | Charles Lepicq                     | Teatro San Carlo, Neapel                |
| 1779 | Orfeo su Monte Rodope                                                |                           | Charles Lepicq                     | Teatro San Carlo, Neapel                |
| 1779 | Artaserse                                                            | Ballo eroico              | Charles Lepicq                     | Teatro San Carlo, Neapel                |
| 1780 | Il ratto delle Sabine                                                | Ballo eroico pantomimo    | Charles Lepicq                     | Teatro San Carlo, Neapel                |
| 1780 | Pietro, re di Aragona, o sia Il trionfo della virtù                  |                           | Charles Lepicq                     | Teatro San Carlo, Neapel                |
| 1780 | Semiramide                                                           |                           | Charles Lepicq                     | Teatro San Carlo, Neapel                |
| 1780 | Zemira ed Azor (nach Jean-François Marmontel)                        |                           | Charles Lepicq                     | Teatro San Carlo, Neapel                |
| 1781 | Orfeo ed Euridice                                                    |                           | Charles Lepicq                     | Teatro San Carlo, Neapel                |
| 1781 | Tamas Kouli-Kan                                                      |                           | Charles Lepicq                     | Teatro San Carlo, Neapel                |
| 1781 | Il matrimonio dell’imperatore della Cina                             |                           | Domenico Rossi                     | Teatro San Carlo, Neapel                |
| 1781 | La bella Arsene                                                      |                           | Charles Lepicq                     | Teatro San Carlo, Neapel                |
| 1782 | La congiura delle donne di Lemno                                     |                           |                                    |                                         |
| 1782 | La vittoria di Tamerlano sopra Bajazette                             |                           | Domenico Rossi                     | Teatro, Alessandria                     |
| 1783 | Cristiano II, re di Danimarca                                        | Ballo eroico              | Domenico Ricciardi                 | Teatro di San Benedetto, Venedig        |
| 1783 | Piuttosto la morte che la schiavitù                                  |                           | Domenico Rossi                     | Teatro Comunale, Casalmaggiore          |
| 1785 | Igor primo o sia Olga incoronata dai Russi                           | Ballo eroico pantomimo    | Domenico Ballon                    | Teatro Ducale, Parma                    |
| 1787 | La Sandrina ossia La contadina in corte                              |                           | Domenico Rossi                     | Caños del Peral, Madrid                 |
| 1788 | Filippo II, re di Spagna                                             |                           |                                    | Vercelli                                |
| 1792 | Didon abandonnée (nach Jean-François Marmontel)                      | Ballet tragique           | Charles Lepicq                     | Sankt Petersburg                        |
| 1792 | La conquista del Perù o sia Telasco ed Amazili                       |                           | Domenico Ballon                    | Teatro di Torre Argentina, Rom          |
| 1793 | L’oracle                                                             | Ballet-comédie            | Charles Lepicq                     | Theater der Eremitage, Sankt Petersburg |
| 1799 | Tancrède                                                             | Ballet pantomime héroïque | Charles Lepicq, Ferdinando Moretti | Theater der Eremitage, Sankt Petersburg |
| 1799 | Amour et Psyché                                                      | Ballet pantomime          | Charles Lepicq                     | Theater der Eremitage, Sankt Petersburg |
| 1800 | Le retour de Poliorcète                                              |                           | Pierre Chevalier                   | Kamenny-Theater, Sankt Petersburg       |

## Diskografie (Auswahl)
- Il tutore burlato. Orchestra da camera Dianopolis, Miguel Harth-Bedoya. Bongiovanni (1994).
- La Madrileña. Capella de Ministrers, Carles Magraner. Licanus (2005).
- Ifigenia in Aulide. Real Compañía Ópera de Cámara, Juan Bautista Otero. RCOC (2010).
- Il burbero di buon cuore. Teatro Real Madrid, Christophe Rousset. Dynamic, CD und DVD (2007).
- Una cosa rara. Le Concert des Nations, Jordi Savall. Astrée (1991).
- Una cosa rara. Teatro La Fenice, Giancarlo Andretta. Mondo Musica (1999).
- Una cosa rara (Harmoniemusik), Divertimenti Nr. 2–4 in B-Dur. Moonwinds, Joan Enric Lluna. Harmonia Mundi (2008).
- L’arbore di Diana. Gran Teatre del Liceu, Harry Bicket. Dynamic, CD und DVD (2009).
- L’arbore di Diana (Harmoniemusik). Els sonadors, Johann Went. Institut Valencià de la Música (2008).
- La capricciosa corretta. Les Talens Lyriques, Christophe Rousset. Naïve (2003).
- La Dora festeggiante und Il sogno. Real Compañía Ópera de Cámara, Juan Bautista Otero. RCOC (2010).

## Videos
- L’arbore di Diana (The Tree of Chastity). In englischer Übersetzung. Opera Theatre of Saint Louis. Aufnahme einer Sendung von National Public Radio (1978). (Video auf YouTube)

## TV-Filme
- Miguel Perelló: Martini, il valenciano (spanisch). 2008. 2 h 9 min[68]. Trailer (Video auf YouTube).
- Josep V. Montesinos: La història d’un oblit (valencianisch). 31 min. (Video auf YouTube).